# Hoyerswerda-Klasse
Die Hoyerswerda-Klasse (NATO-Codename FROSCH-I-Klasse (Landungsschiffe); FROSCH-II-Klasse (Hochseeversorger)) war eine Landungsschiff- und Hochseeversorger-Klasse der Volksmarine der DDR, sie wird derzeit von der Kriegsmarine Indonesiens genutzt.
Die Schiffe der Hoyerswerda-Klasse wurden in den 1970er Jahren als Projekt 108 (Landungsschiff) und Projekt 109 (Hochseeversorger) geplant und von 1974 bis 1980 auf der Peene-Werft in Wolgast (heute Mecklenburg-Vorpommern) gebaut.

## Design

### Landungsschiffe
Es wurden insgesamt zwölf Landungsschiffe dieser Klasse gebaut. Sie sollten die veralteten Schiffe der Robbe-Klasse ersetzen.
Die Planungen des Warschauer Pakts für einen Ernstfall im Kalten Krieg sahen eine ausgedehnte amphibische Kriegsführung in der Ost- und Nordsee vor, deshalb wurden von den Staaten des Warschauer Pakts Landungsschiffe gebaut. Die NVA der DDR hatte ein Regiment mechanisierter Infanterie (MSR-28), das für amphibische Landungsunternehmen ausgebildet war.
Die Schiffe konnten bis zu 280 Soldaten und etwa sieben Panzer tragen. Zum Anlanden wurden die Schiffe möglichst nah an den Strand herangefahren, wo die Fahrzeuge dann entweder über vorverlegte Pontons oder im Falle der Schwimmpanzer vom Typ BMP oder PT-76 durch das Wasser an Land fahren konnten.
Die Schiffe erhielten eine Bewaffnung, mit der die Infanterie unterstützt werden konnte. Bereits geplante Raketenwerfer vom Typ Grad-M (A 215) konnten wegen Lieferschwierigkeiten seitens der UdSSR erst ab Baunummer 108.05 (dem fünften Schiff der Klasse) eingebaut werden.

### Hochseeversorger
Die Volksmarine benötigte gegen Mitte der 1970er Jahre neue Versorger für ihre größeren Schiffeinheiten. Deshalb wurde der Entwurf für die Landungsschiffe so verändert, dass eine Hochseeversorgung möglich war. Es wurden zwei Schiffe mit einem stabilisierten Kran ausgerüstet und zusätzliche Ladeluken eingebaut. Die restliche Konzeption wurde beibehalten, so dass auch diese Schiffe Landungen durchführen konnten.

## Geschichte
Die Landungsschiffe wurden 1974 bis 1980 auf der Peene-Werft gebaut und dann der 1. Landungsschiffbrigade in Peenemünde unterstellt.
Die Versorger wurden 1980 in die 1. Sicherstellungsschiffsabteilung ebenfalls in Peenemünde übernommen.
Alle Schiffe der Klasse wurden am 1. Oktober 1990 außer Dienst gestellt, auf der Neptun Werft in Rostock demilitarisiert und 1993 an Indonesien verkauft.

## Einheiten
| Projekt-Nr.      | Kennung         | Name (Volksmarine) | Kennung         | (Indonesien)         | Bemerkungen                     |
| Landungsschiffe  | Landungsschiffe | Landungsschiffe    | Landungsschiffe | Landungsschiffe      | Landungsschiffe                 |
| ---------------- | --------------- | ------------------ | --------------- | -------------------- | ------------------------------- |
| 108.01           | 611             | Hoyerswerda        | 531             | Teluk Gilimanuk      |                                 |
| 108.02           | 632             | Hagenow            | 532             | Teluk Celukan Bawang |                                 |
| 108.03           | 613             | Frankfurt/Oder     | 533             | Teluk Cendrawasih    |                                 |
| 108.04           | 634             | Eberswalde/Finow   | 534             | Teluk Berau          | 2012 als Zielschiff gesunken    |
| 108.05           | 631             | Lübben             | 535             | Teluk Peleng         | November 2013 gesunken im Hafen |
| 108.06           | 612             | Schwerin           | 536             | Teluk Sibolga        |                                 |
| 108.07           | 633             | Neubrandenburg     | 537             | Teluk Manado         |                                 |
| 108.08           | 614             | Cottbus            | 538             | Teluk Hading         | 2024 außer Dienst gestellt      |
| 108.09           | 635             | Anklam             | 539             | Teluk Parigi         |                                 |
| 108.10           | 636             | Schwedt            | 540             | Teluk Lampung        |                                 |
| 108.11           | 615             | Eisenhüttenstadt   | 541             | Teluk Jakarta        | Juli 2020 gesunken nach Sturm   |
| 108.12           | 616             | Grimmen            | 542             | Teluk Sangkulirang   |                                 |
| Hochseeversorger |                 |                    |                 |                      |                                 |
| 109.01           | E171            | Nordperd           | 543             | Teluk Cirebon        |                                 |
| 109.02           | E172            | Südperd            | 544             | Teluk Sabang         |                                 |

## Bilder

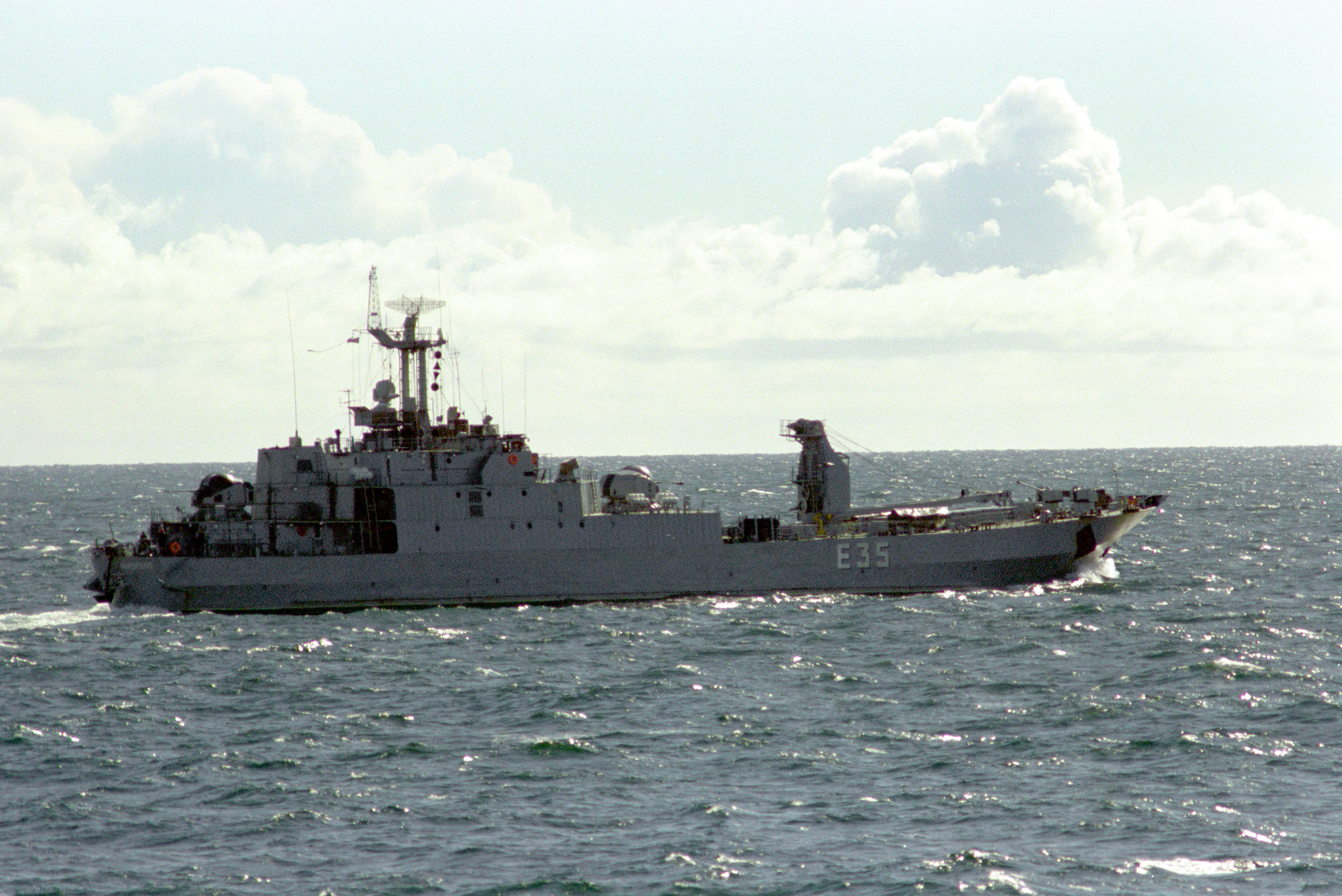
Nordperd 1986 während der Beobachtung eines NATO-Manövers
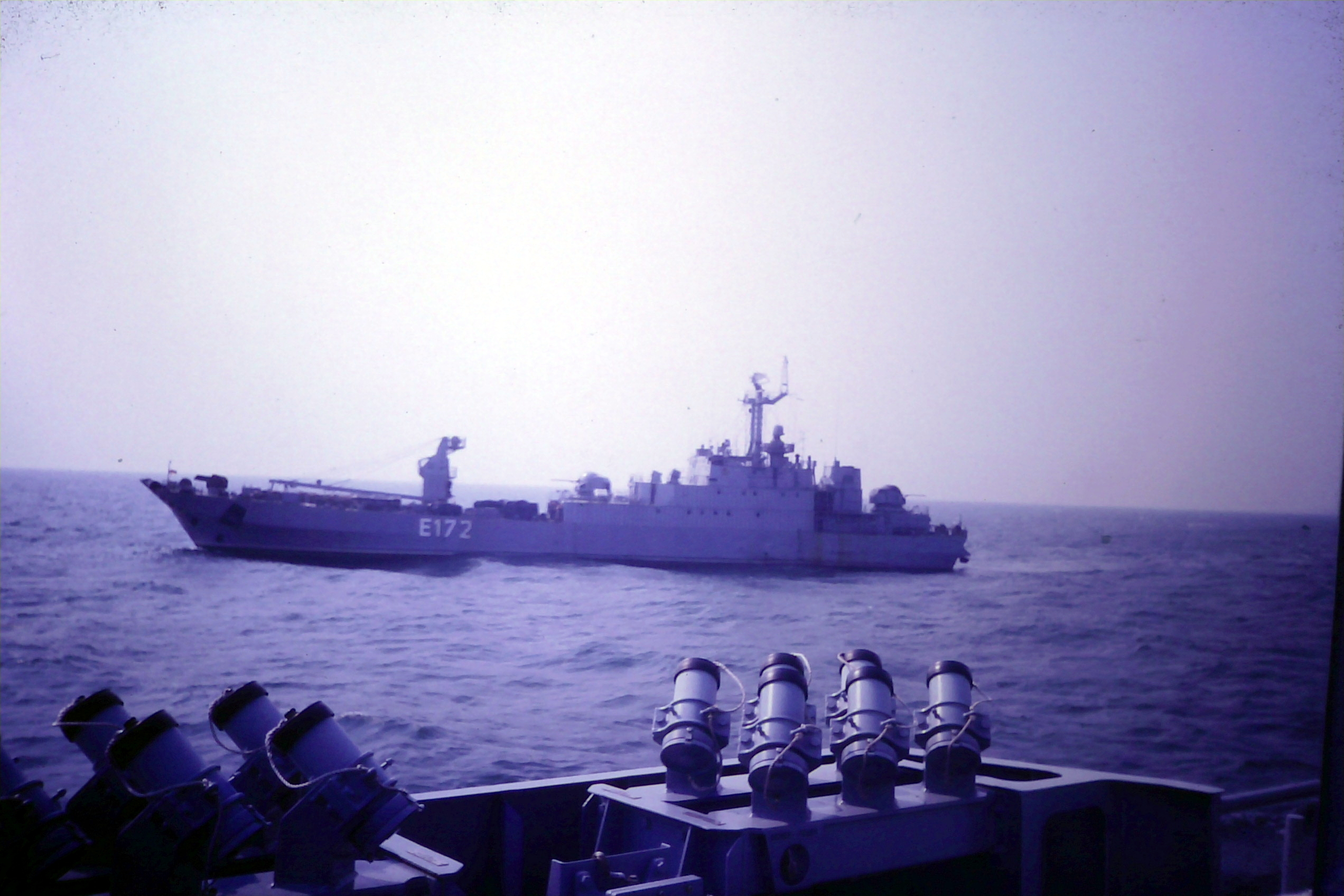
E172 Südperd, 1990, fotografiert von Bord der FGS Hameln, M1092